# Toyota Aygo X Prologue
La Toyota Aygo X Prologue est un concept car du constructeur automobile japonais Toyota présenté en mars 2021 et préfigurant la 3e génération de Aygo produite à partir de la fin 2021.

## Présentation
Le concept Toyota Aygo X Prologue est présenté le 17 mars 2021 dans une teinte bi-ton rouge et noire. Il est dessiné par le studio de design français de Toyota, ED².
Son nom indique qu'il préfigure la prochaine Aygo X, quand le « X » fait référence au design de la face avant de la seconde génération.
Le design de l'Aygo X Prologue indique que la future Aygo de série ne sera plus une citadine mais une citadine surélevée de type crossover avec une garde au sol augmentée de 20 mm par rapport à la seconde génération d'Aygo.

## Caractéristiques techniques
L'Aygo X Prologue repose sur la plateforme technique TNGA GA-B du constructeur japonais.